# District de la Broye
Pour les articles homonymes, voir Broye.
Le district de la Broye est un des sept districts du canton de Fribourg en Suisse. Le district a été créé par la constitution cantonale que le canton de Fribourg s'est donné le 19 mars 1848.

## Géographie
Le district de la Broye est une région fortement découpée au sein de la Broye vaudoise. Il est constitué d'une surface adjacente au district de la Sarine et de trois enclaves dans le canton de Vaud : Estavayer-le-Lac (Estavayer-le-Lac est sur le canton de Fribourg), Surpierre et Vuissens. Tours, une quatrième minuscule enclave, faisant partie de la commune de Montagny, s'y ajoute. 
- Point le plus élevé : Vuissens (commune d'Estavayer), à 818 mètres ;
- Point le plus bas : Estavayer-le-Lac (commune d'Estavayer), au bord du lac de Neuchâtel, à 430 mètres.

## Population

### Langues
Le français est la langue principale de la Broye.
| Langue   | Pourcentage (1990) | Pourcentage (2000) |
| -------- | ------------------ | ------------------ |
| Français | 85,8 %             | 87,8 %             |
| Allemand | 6,5 %              | 6,3 %              |
| Italien  | 1,2 %              | 0,8 %              |
| Autres   | 6,5 %              | 5,1 %              |

Une minorité très petite parle encore le dialecte broyard de la langue francoprovençale. Les statistiques du recensement de la population de l'année 1990 indiquent 169 personnes.

### Religions
| Confession              | Part (%, 1990) | Part (%, 2000) |
| ----------------------- | -------------- | -------------- |
| Catholicisme romain     | 80,1           | 69,7           |
| Protestantisme          | 13,7           | 15,3           |
| Autres ou sans religion | 6,2            | 15,0           |

## Gouvernement
Estavayer-le-Lac est la préfecture du district. La préfecture se trouve au château de Chenaux et gère principalement des autorisations (enseignes, lotos, tombolas) et des remises de permis (chiens, chasse, construction, pêche, etc.). La localité dispose d'un cycle d'orientation de la Broye.
Domdidier est la seconde localité du district (au sein de la commune de Belmont-Broye). Elle abrite l'un des trois centres d'intervention de gendarmerie de la Police cantonale fribourgeoise, l'une des trois succursales de l'Office de la circulation et de la navigation (OCN) du canton de Fribourg, ainsi qu'un cycle d'orientation de la Broye.

## Économie
Le secteur des services entretient plus de 40 % des emplois. Avec 30 % chacun, les secteurs agricole et industriel (surtout la construction, le tabac, l'électrotechnique et l'électronique) se partagent le reste.

## Histoire
Un canoë de l'âge de la pierre (env. 6200 av. J.-C.) trouvé à Estavayer-le-Lac témoigne d'une colonisation précoce de la région. De nombreuses découvertes datant de la fin de l'âge de la pierre à Portalban laissent conclure que l'homme s'est rapidement établi dans la région.
De véritables centres de fabrication de bijoux, d'armes (haches, épées), de textiles et de poteries ont été découverts à Cheyres, Font, Estavayer-le-Lac, Autavaux, Gletterens et Portalban.
Les découvertes celtes et romaines sont également nombreuses. Le nom Broye est d’origine celtique : Broye = brogia.
À partir de l’an 500 environ, la christianisation de tout le territoire se fait sentir. Les premières églises telles que Domdidier, Dompierre-le-Grand, Dompierre-le-Petit et Tours en sont des exemples.
La construction des châteaux démarre vers l'an mille. Plusieurs châteaux et ruines témoignent de cette époque. Après les guerres de Bourgogne, l'influence de Fribourg augmente. En 1536, la Broye se désagrège en plusieurs parties. Par la réforme, des enclaves catholiques se forment au milieu de la Broye vaudoise.
À partir du XVIe siècle, de puissantes familles prennent le pouvoir (patriciat). Ce pouvoir tombe au moment de l'invasion française au début du XIXe siècle.
Après la guerre du Sonderbund en 1847, le canton de Fribourg se donne une nouvelle constitution. La Broye devient un des sept districts et l'est resté sous cette forme jusqu'à ce jour. Le 19 mars 1848, la constitution cantonale entre en vigueur. C'est également la naissance du district de la Broye.

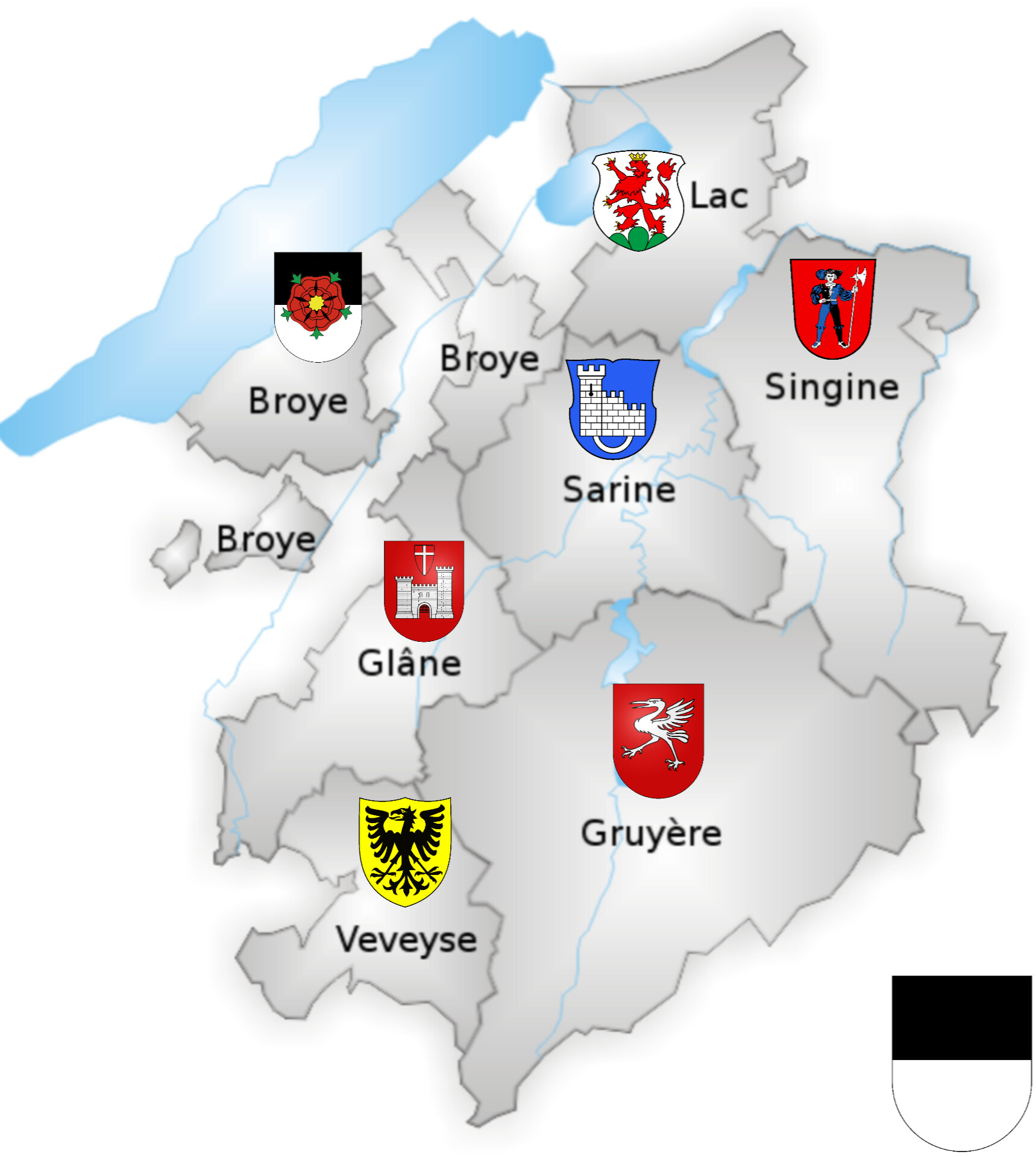
Districts du Canton de Fribourg.

## Communes et lieux

### Communes
Voici la liste des communes composant le district avec, pour chacune, sa population.
| Nom officiel     | N° OFS | Population (décembre 2023) |
| ---------------- | ------ | -------------------------- |
| Belmont-Broye    | 2053   | +006 011,                  |
| Châtillon        | 2008   | +000527,                   |
| Cheyres-Châbles  | 2055   | +002 468,                  |
| Cugy             | 2011   | +001 989,                  |
| Delley-Portalban | 2051   | +001 339,                  |
| Estavayer        | 2054   | +010 296,                  |
| Fétigny          | 2016   | +001 189,                  |
| Gletterens       | 2022   | +001 135,                  |
| Les Montets      | 2050   | +001 614,                  |
| Lully            | 2025   | +001 214,                  |
| Ménières         | 2027   | +000442,                   |
| Montagny         | 2029   | +003 017,                  |
| Nuvilly          | 2035   | +000493,                   |
| Prévondavaux     | 2038   | +0 00097,                  |
| Saint-Aubin      | 2041   | +001 970,                  |
| Sévaz            | 2043   | +000314,                   |
| Surpierre        | 2044   | +001 230,                  |
| Vallon           | 2045   | +000520,                   |
| Total            | Total  | +033 266,                  |

### Fusions de communes
Le canton de Fribourg promeut les fusions grâce à un fonds. Depuis 1999, celles-ci ont fortement augmenté.
Fusions de communes depuis 1831 :
| Entrée en vigueur (date) | Anciennes communes                                                                | Nouvelle commune             |
| ------------------------ | --------------------------------------------------------------------------------- | ---------------------------- |
| 1831 / 18531             | Mannens + Grandsivaz                                                              | Mannens / Mannens-Grandsivaz |
| 1er janvier 1970         | La Vounaise + Murist                                                              | Murist                       |
| 1er janvier 1981         | Montborget + Murist                                                               | Murist                       |
| 1er janvier 1991         | Les Friques + Saint-Aubin                                                         | Saint-Aubin                  |
| 1er janvier 1992         | Franex + Murist                                                                   | Murist                       |
| 1er janvier 1994         | Léchelles + Chandon                                                               | Léchelles                    |
| 1er janvier 2000         | Montagny-la-Ville + Montagny-les-Monts                                            | Montagny                     |
| 1er janvier 2004         | Mannens-Grandsivaz + Montagny                                                     | Montagny                     |
| 1er janvier 2004         | Aumont FR + Frasses + Granges-de-Vesin + Montet (Broye)                           | Les Montets                  |
| 1er janvier 2005         | Delley + Portalban                                                                | Delley-Portalban             |
| 1er janvier 2005         | Chapelle (Broye) + Cheiry                                                         | Cheiry                       |
| 1er janvier 2005         | Cugy + Vesin                                                                      | Cugy                         |
| 1er janvier 2006         | Autavaux + Forel + Montbrelloz                                                    | Vernay                       |
| 1er janvier 2006         | Bollion + Lully + Seiry                                                           | Lully                        |
| 1er janvier 2012         | Font + Estavayer-le-Lac                                                           | Estavayer-le-Lac             |
| 1er janvier 2016         | Domdidier + Dompierre + Léchelles + Russy                                         | Belmont-Broye                |
| 1er janvier 2017         | Estavayer-le-Lac + Bussy + Morens + Murist + Rueyres-les-Prés + Vernay + Vuissens | Estavayer                    |
| 1er janvier 2021         | Cheiry + Surpierre                                                                | Surpierre                    |

1En 1831, Mannens et Grandsivaz ont fusionné. En 1853, le nom de Mannens a été adapté en Mannens-Grandsivaz.